# 大講堂 (大石寺)

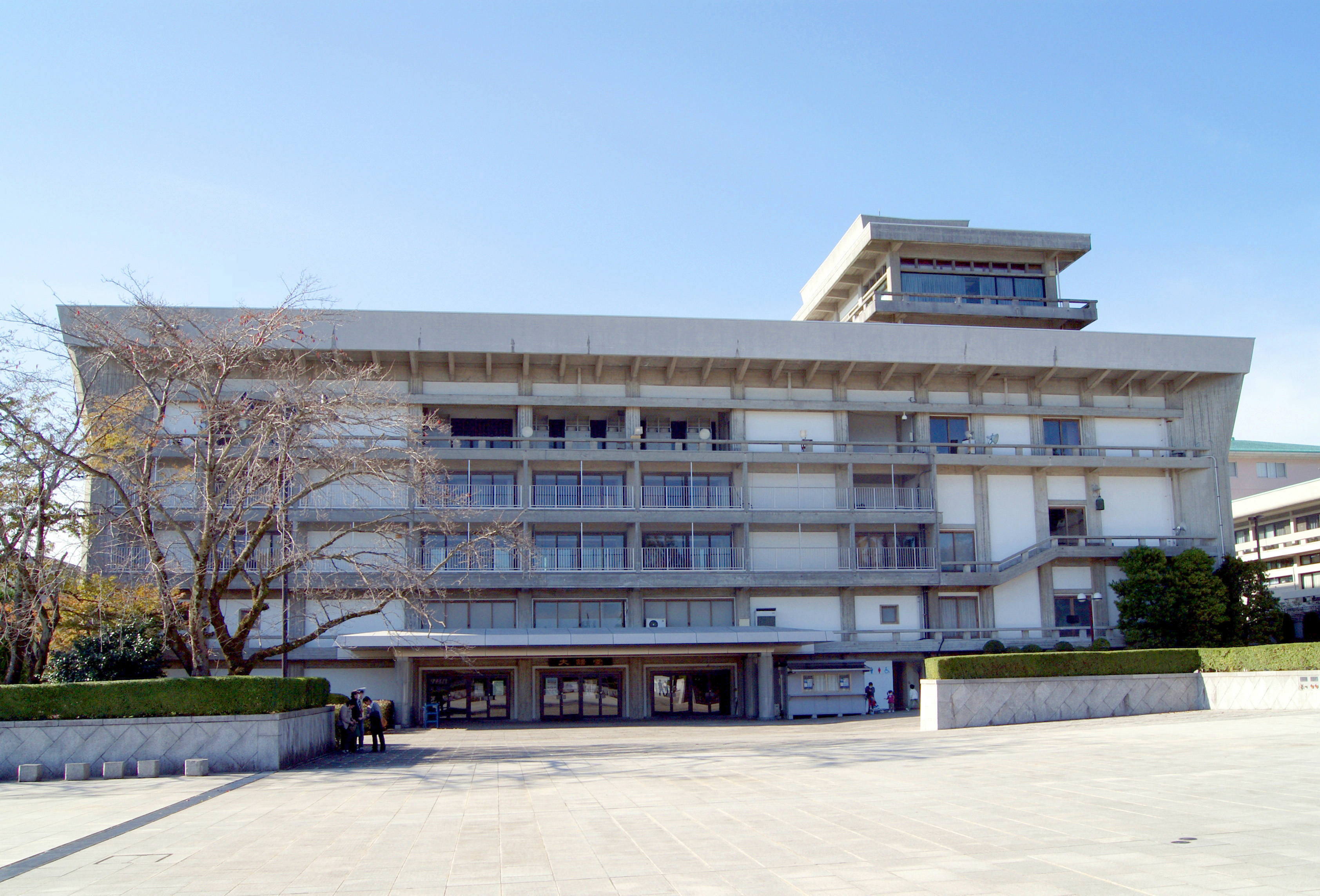
大講堂（2009年11月撮影）

大講堂（だいこうどう）は、静岡県富士宮市の大石寺にある堂宇。正式名称は法華本門大講堂。

## 概要
1958年（昭和33年）3月、第65世日淳の代に創価学会会長・戸田城聖の寄進により建立された。3月16日に行われた広宣流布の模擬試験には当初、当時の内閣総理大臣・岸信介が出席することになっていたが、結局は代理として、安倍晋太郎・洋子夫妻、南条徳男・前建設大臣が出席している。戸田は後に日淳よりその功労を褒め称えられ、信徒の総代表である法華講総講頭に任命された。
1961年（昭和36年）ごろから1964年（昭和39年）3月まで大客殿新築工事と、1995年（平成7年）9月から1998年（平成10年）3月まで客殿の建て替えに伴い大広間に客殿安置の本尊と御影像を安置して大広間が仮客殿に充てられていた。
建築家横山公男の設計。6階建ての建物で、1階は下足室と本山任務者の詰所、2階はロビーと談話室、3階には4階まで吹き抜けとなっている702畳の大広間があり、また僧侶用の教場もある。5階には日蓮正宗教学研鑽所（以前は会議室、かつての宗務院会議場）、6階には貴賓室がある。1981年（昭和56年）に宗務院庁舎が完成するまでは大講堂内に宗務院が置かれていた。
大講堂大広間には本尊が安置されているが、仮客殿に充てられている時を除いて法要などは行われておらず、かつては法主の講義や各種指導会、法華講の総会などの会合が行なわれていた。現在、これらの行事は広布坊や客殿で行なわれており、現在、大講堂では普段、大石寺境内塔中坊の一つである理境坊に所属する法華講中である妙観講の月例御講（読経・唱題は、理境坊からの同時中継放送で、理境坊住職の導師による読経・焼香・唱題に合わせる形で行なわれ、その後、大講堂において、理境坊住職による御書拝読と法話があり、最後に、体験発表や講中幹部による指導をはじめとする座談会が行なわれる）や一部の指導会、あるいは布教講演などが行われるのみで、2007年現在では特別法要や法主の大導師による唱題行などで参加者が多い場合に御影堂や客殿をメイン会場として同時放送で行なわれている。
又、非教師僧侶向けの行学講習会、若手教師僧侶の富士学林研究科の講義・試験等、全教師僧侶対象の全国教師講習会、各種祝賀会等も行われている。
また、大講堂大広間に安置されている本尊は、日蓮御直筆の「万年救護本尊（保田妙本寺蔵）」を模刻した常住板本尊である。本尊に向かって左脇に日興、右側に日目の位牌が置かれ、日蓮・2祖日興・第3祖日目の三師が常に此に住して説法するという意味が込められている。